# Chthonius polychaetus
Chthonius polychaetus är en spindeldjursart som beskrevs av Hadzi 1937. Chthonius polychaetus ingår i släktet Chthonius och familjen käkklokrypare. Inga underarter finns listade i Catalogue of Life.